# Lori Saunders
Pour les articles homonymes, voir Saunders.
Lori Saunders est une actrice américaine, née le 4 octobre 1941  à Kansas City (Missouri).

## Filmographie
- 1965 : The Girls on the Beach : Patricia Johnson
- 1965 : Mara of the Wilderness : Mara Wade
- 1966 : Blood Bath : Dorean, the ballerina / Melizza (in flashback)
- 1971 : Head On : Millie
- 1972 : Oh, Nurse! (TV)
- 1973 : Frasier, the Sensuous Lion : Minerva Dolly
- 1975 : So Sad About Gloria : Gloria Wellman
- 1976 : The Wackiest Wagon Train in the West : Betsy
- 1973 : Les Feux de l'amour (The Young and the Restless) (série TV) : Cynthia Harris (1976)
- 1980 : Captive